# Callinectes
Callinectes es un género de crustáceos decápodos de la familia Portunidae.

## Especies
Se reconocen las siguientes especies:
- Callinectes affinis
- Callinectes amnicola
- Callinectes arcuatus
- Callinectes bellicosus
- Callinectes bocourti
- Callinectes danae
- Callinectes diacanthus
- Callinectes exasperatus
- Callinectes gladiator
- Callinectes marginatus
- Callinectes ornatus
- Callinectes pallidus
- Callinectes rathbunae
- Callinectes sapidus
- Callinectes similis
- Callinectes toxotes